# Odelló
|  | Aquest article tracta sobre el poble de l'Alta Cerdanya. Si cerqueu el poble del Capcir, vegeu «Odelló de Real». |

Odelló o Odelló de Cerdanya ([uðə'ʎo] o [uðə'ʎoðəsəɾ'ðaɲə], oficialment Odeillo o Odelló en francès) és un poble de la comuna cerdana de Font-romeu, Odelló i Vià, de la Catalunya del Nord.
Està situat a una altitud de 1.590 m., en el vessant del Roc de la Calma (2.204 m.), per dessobre del riu d'Angostrina, el Pla de la Perxa i el Rec de l'Angust.

## Etimologia
Hom ha suposat que el nom podria derivar d'un antic propietari Hodilo o Odilo, noms de procedència germànica, o d'Otacilius, llatí.
Tanmateix, en un llarg article del seu Onomasticon Cataloniae, Joan Coromines defineix a bastament el topònim Odelló. Descarta, en primer lloc, un origen en el nom propi llatí Otus o Otilius; tot i que podria ser més versemblant, també descarta l'origen en un nom propi germànic, Odilone. Coromines es decanta per un origen preromànic, basc o bascoide, a partir de l'ètim basc ote (argelaga), o els seus derivats, com othalur (landes, terra inculta), o ote-aielo-on (argelaga-argelaga-bo, amb tautologia de dos sinònims, que indica pluralitat, abundor), o ote-ili-on (argelaga-poble-bo: el bon poble de l'argelagar), o fins i tot ote-alu-on (el bon poble de la brolla rica d'aigua).

## El poble d'Odelló
El poble d'Odelló té un nucli vell, força agrupat a l'entorn de l'església parroquial de Sant Martí d'Odelló, situada al nord d'aquest nucli primigeni, al carrer de la República. Era, originalment, un vilatge petit; amb el pas del temps, sobretot a causa del valor turístic a l'entorn dels esports hivernals d'una banda i a l'atractiu de la natura la resta de l'any, el poble d'Odelló ha sofert una ampliació molt gran, de manera que forma ja un conjunt amb Font-romeu, sobretot, i també amb Vià.

## Història
Odelló és esmentat per primer cop al 839 (en realitat no és anterior al 1010), en l'Acta de consagració de l'església de la Seu d'Urgell. El nom reapareix amb diverses ortografies al llarg dels anys: Hodellone (839), Odelone (993), Odello (1073). El poble, inicialment dels comtes de Cerdanya, el 1035 fou donat per Guifré II a l'abadia de Sant Martí del Canigó, que en conservà la propietat fins a la supressió de l'abadia de resultes de la revolució francesa.
Sembla que la vila no fou mai gaire poblada perquè era un poble essencialment ramader (vaques de llet) i agrícola (tingueren una certa anomenada els seus naps). Al fogatge del 1359 s'indica que Odello del abat de Sent Mertí té deu focs o famílies (una cinquantena de persones), i al del 1515 se li atribueixen 8 focs.
El 1822 va absorbir el vilatge de Vià, però, a partir del 1900 rebé el nom d'Odelló i Vià. A partir d'aleshores, el turisme d'estiu i els esports d'hivern van fer créixer considerablement el nucli constituït dessota del santuari de Santa Maria de Font-romeu, l'Ermitatge, de manera que amb el pas dels temps esdevingué la capital de facto de la comuna; així, la comuna fou oficialment rebatejada el 1957 en la forma actual, reflectint la preponderància definitiva que havia adquirit Font-romeu.

## Demografia

### Demografia antiga
La població està expressada en nombre de focs (f) o d'habitants (h)
| 25 f | 10 f | 8 f | 38 f | 38 f | 166 h | 45 f | 272 h | 48 f |

(Fonts: Pélissier, 1986.)
Nota:
- 1365: per a Odelló i Èguet.

### Demografia contemporània
Des de la implantació del Nou règim derivat de la Revolució Francesa fins al 1822, any de la incorporació de Vià a Odelló,
| Evolució de la població |      |      |      |
| 1793                    | 1800 | 1806 | 1821 |
| 265                     | 241  | 279  | 254  |

## Llocs d'interès

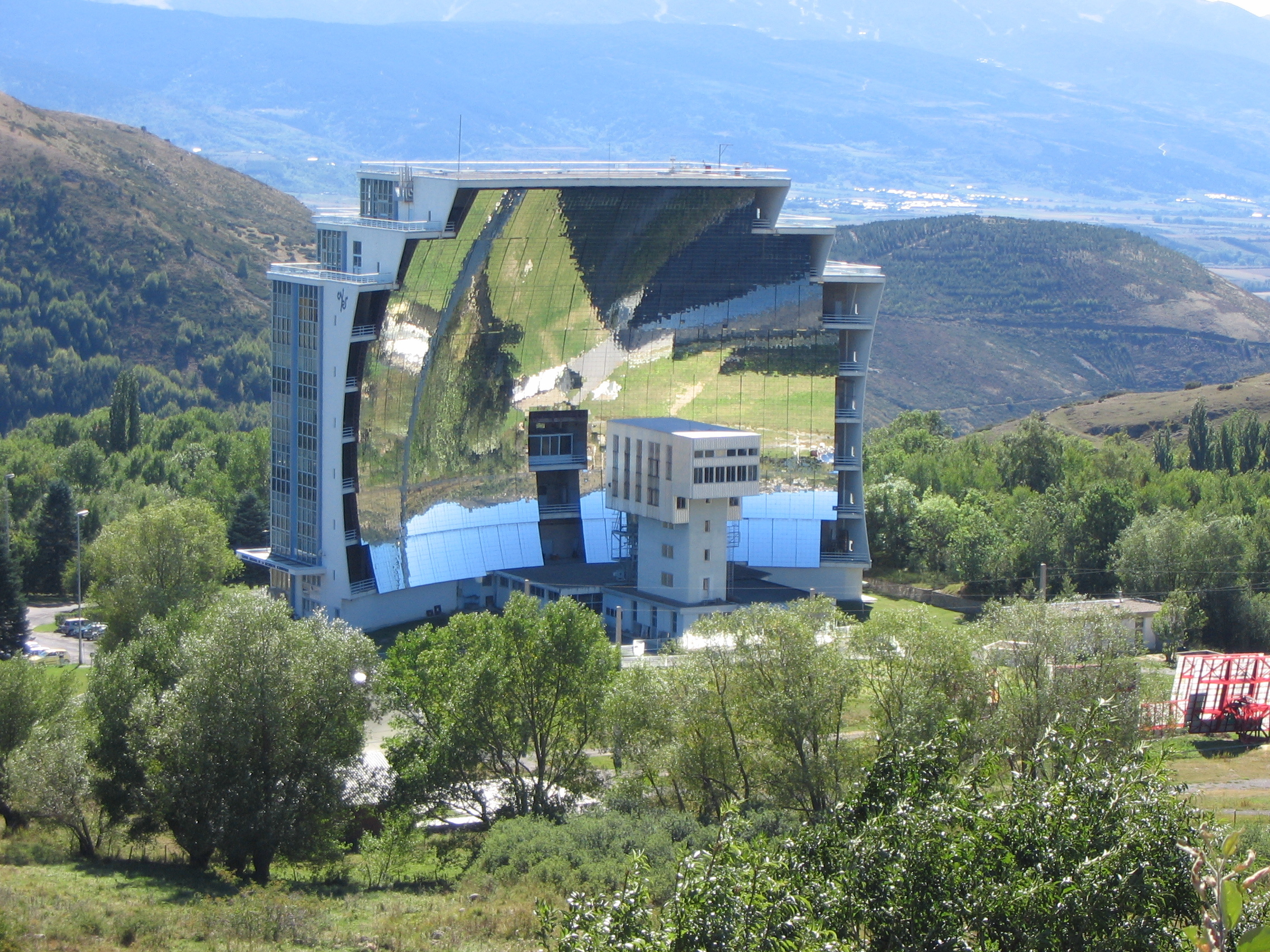
Forn solar d'Odelló

### El forn solar
El Forn solar d'Odelló és del 1970. Hi destaca l'enorme reflector parabòlic i els seus 63 heliòstats.